# Formación Caleta Chonos
La formación Caleta Chonos es una formación geológica del Oligoceno ubicada alrededor del canal Chacao en el sur de Chile. La formación se superpone al complejo metamórfico Bahía Mansa y está superpuesta por el complejo volcánico Ancud. Aflora en el noroeste de la isla Grande de Chiloé, en el istmo de la península de Lacuy.
Es una secuencia constituida por areniscas de grano fino y medio, y conglomerados finos. Estos últimos se ubican en la base de la formación, y presentan estratificación media a gruesa, bioturbación y, generalmente, alternan con las areniscas, que son cuarzolíticas y ricas en restos vegetales carbonizados, que llegan a constituir láminas de carbón de algunos milímetros de espesor. Sus afloramientos son muy restringidos, apreciándose en el sector suroeste de la península de Lacuy, en los sectores de Caleta Chonos y Quetalmahue, en donde pueden alcanzar unos 120 m de potencia visible.